# Impatiens frithii
Impatiens frithii är en balsaminväxtart som beskrevs av Martin Roy Cheek. Impatiens frithii ingår i släktet balsaminer, och familjen balsaminväxter. Inga underarter finns listade i Catalogue of Life.